# Římskokatolická farnost Židovice
Římskokatolická farnost Židovice (lat. Seydovicium) je zaniklá církevní správní jednotka sdružující římské katolíky v Židovicích a okolí. Organizačně spadala do krušnohorského vikariátu, který je jedním z deseti vikariátů litoměřické diecéze.

## Historie farnosti
Již roku 1384 byla v místě plebánie, která zanikla a byla obnovena asi kolem roku 1600. Od roku 1652 jsou vedeny matriky. Samostatnou farou (farností) se Židovice staly opět roku 1723.
Farnost existovala do 31. prosince 2012 jako součást farního obvodu farnosti Most - in urbe. Od 1. ledna 2013 zanikla sloučením do farnosti Vtelno u Mostu.

### Duchovní správcové vedoucí farnost
Začátek působnosti jmenovaného v duchovní správě farnosti od:
- 1652   Math. Pfeilschmied
- 1654   Sebastianus Laureatius
- 1667   Guilelmus Kobl, O.Cist.
- 1676   Math. Jakl
- 1681   Georgius Essender, OFM
- 1685   Benedictus Plachý, OFM
- 1686   Anselmus Fr. Hellemann, OFM
- 1697   Josephus Gallus, O.Cist.
- 1712   Malachias Thalheim, OP
- 1714   Ludovicus Berger, O.Cist.
- 1723   Franciscus Detzner
- 1734   Iacobus Pollet
- 1751   Franc. Habel
- 1763   Franc. Krebs de Megneve, † 16. 5 1789
- 1789   Andr. Feiler, † 28. 5. 1806
- 1806   Car. Loeppen, † 29. 4. 1818
- 1807   Ioann. Angel. Stoll, n. 3. 2. 1753 Pont., o. 23. 9. 1776, † 23. 12. 1823
- 1808   Car. Müller, n. 28. 9. 1774 Pontens., o. 2. 5. 1802, † 18. 5. 1828
- 1814   Franc. Sicher, n. 28. 10. 1782 Pont., o. 30. 8. 1806, † 13. 1. 1861
- 1818   Ioann. Horn, n. 26. 7. 1785 Pont., o. 20. 1. 1808, † 16. 5. 1839
- 1824   Anton. Siegel, n. 29. 11. 1784 Magno Witschicens. o. 25. 8. 1810, † 13. 2. 1830
- 1830   Ign. Glaser, n. 11. 11. 1785 Pont., o. 30. 8. 1808, † 12. 11. 1860
- 1840   Wenc. Reiss, n. 22. 1. 1807 Reichenberg, o. 5. 8. 1831, † 23. 7. 1874
- 1854   chybí katalog
- 1855   par. vacat, admin. Franc. Hofmann
- 1856   Franc. Grasser, n. 24. 11. 1805 Saaz, o. 4. 8. 1830, † 4. 9. 1856
- 1857   par. vacat, admin. Franc. Hofmann
- 1858   Franc. Hofmann, n. 26. 9. 1812 Ugezd, o. 1. 8. 1839
- 1862   Car. Schwalb, n. 1. 8. 1807 Rustensis, o. 5. 8. 1831
- 1877   Adolph. Klepsch, n. 24. 4. 1846 Nollendorf, o. 25. 7. 1871, † 18. 1. 1926
- 1885   Alfred. Forst, n. 11. 12. 1852 Pont., o. 18. 7. 1875, † 3. 4. 1931
- 1931   par. vacat, admin. exc. Aelred. Schneider O.Cist.
- 1933   Rud. Skuthan, n. 26. 9. 1897 Postelberg, o. 27. 6. 1920, † 12. 9. 1966
- 1941   par. vacat, admin. interc. Gustav. Böhm
- 1. 8. 1941 par. vacat, admin. exc. Jos. Puhl
- 1. 4. 1942  par. vacat, admin. exc. Fried. Schäfer
- 1. 4.  1946 Car. Titzler
- 1. 10. 1947 par. vacat, admin. exc. Dominik Jiří Mickel O.Cist.
- 1. 5.  1952 Miloš Šandera
- 11. 10. 1952 Jan Vaněk
- 4. 9.  1953 Václav Truxa, O.Cr.
- 3. 10. 1953 Tomáš Holoubek
- 1. 8.  1954 Antonín Blaha
- 1. 8.  1955 Václav Truxa, O.Cr.
- 1. 9. 1955 Michael Raab
- 1. 8.  1965 Jaroslav Knespl
- 1. 10. 1965 Leopold Dvořáček
- 21. 11. 1976 Radim Hložánka
- 1. 6.  1977 Jan Janáč
- 1. 9. 1995 Jan Bečvář, admin. exc.
- 1. 1. 1999 Bohuslav Bártek, admin. exc.
- 2001 Josef Hurt, admin. exc.
- 1. 7. 2010 – 31. 12. 2012 Grzegorz Marian Czyżewski, admin. exc.[3]

Kromě kněží stojících v čele farnosti, působili ve farnosti v průběhu její historie i jiní kněží. Většinou pracovali jako farní vikáři, kaplani, katecheté, výpomocní duchovní aj.

### Kněží rodáci
- Jakob Jan Trautzl, osecký cisterciák

## Území farnosti
Do farnosti náleželo území obcí:
- Polerady (Polehrad)[p 2]
- Židovice (Seidowitz)[p 2] s osadou Kamenná Voda (Stein Wasser)[p 2]

## Římskokatolické sakrální stavby a místa kultu na území farnosti
| | Fotografie              | Stavba                         | Místo                   | Bohoslužby              | Zeměpisné souřadnice           | Status                                                            |                         |
| Zaniklé sakrální stavby | Zaniklé sakrální stavby | Zaniklé sakrální stavby        | Zaniklé sakrální stavby | Zaniklé sakrální stavby | Zaniklé sakrální stavby        | Zaniklé sakrální stavby                                           | Zaniklé sakrální stavby |
| --- | ----------------------- | ------------------------------ | ----------------------- | ----------------------- | ------------------------------ | ----------------------------------------------------------------- | ----------------------- |
| 1. |                         | Kostel Nanebevzetí Panny Marie | Židovice                | nelze sloužit           | 50°28′0″ s. š., 13°40′3″ v. d. | zbořený kostel do 31. prosince 2012 registrován jako farní kostel |                         |
| Některé drobné sakrální stavby a pamětihodnosti lze dohledat zde v databázi Drobné sakrální památky Zaniklé sakrální stavby lze dohledat zde v databázi Poškozené a zničené kostely, kaple a synagogy v České republice |                         |                                |                         |                         |                                |                                                                   |                         |

Ve farnosti existovaly také další drobné sakrální stavby, místa římskokatolického kultu a pamětihodnosti, které neobsahuje tato tabulka, a které však byly zničeny těžbou.